# Tradycjonalizm
Tradycjonalizm – w socjologii i antropologii określenie wskazujące usposobienie, zespół nawyków i obyczajów, albo przekonań lub nawet spójnej i kompletnej doktryny, którego precyzyjniejszy sens odczytać można dopiero identyfikując jego zakres przedmiotowy (sferę religijną, filozoficzną, społeczno-polityczną, kulturalną, artystyczną etc.) bądź – w przypadku tradycjonalizmu społeczno-politycznego – sposób rozumienia tego terminu w różnych ujęciach szeroko rozumianej postawy i doktryny konserwatywnej. W każdym wypadku sens tradycjonalizmu uzależniony jest też od adekwatnego dla danego użycia zakresu i sensu słowa „tradycja”.

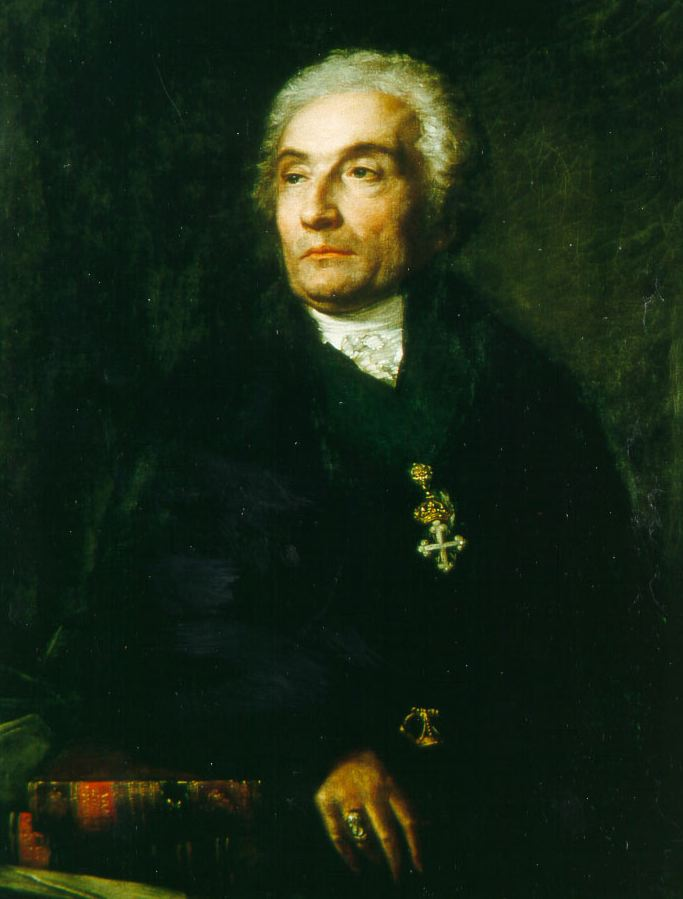
Joseph de Maistre

## Konserwatyzm tradycjonalistyczny
Twórcą konserwatyzmu tradycjonalistycznego jest Joseph de Maistre. Tradycjonaliści starali się odbudować i przywrócić stary ład polityczny, który zburzyła w 1789 roku rewolucja francuska. Gdy okazało się to niemożliwe, starali się odbudować choć część tradycji politycznej. Tradycjonaliści byli zwolennikami ancien régime’u i feudalizmu. W odróżnieniu od konserwatystów-ewolucjonistów, nie zadowalało ich konserwowanie społeczeństwa i tradycji, lecz dążyli do zniszczenia idei rewolucyjnych i ich zwolenników siłą.
Kontynuatorami de Maiste’a byli w tym znaczeniu tacy myśliciele jak Friedrich von Gentz, Karl Ludwig von Haller, Louis Gabriel Ambroise de Bonald, Klemens von Metternich, a także przedstawiciele i zwolennicy Karlistów.
Niemcy mają własną tradycję konserwatyzmu tradycjonalistycznego, którego główne hasła podnosił już Justus Möser (1720–1794).
Kongres wiedeński (1814–1815) był najbliższą sukcesu próbą przywrócenia starego ładu.
W Anglii od przełomu XVIII i XIX wieku przeważał tzw. ewolucjonizm (konserwatyzm ewolucyjny), któremu dał początek Edmund Burke. Ewolucyjni konserwatyści akceptowali powolne zmiany systemu politycznego, lecz byli niechętni rewolucjom.
Niektórzy myśliciele konserwatywni za właściwy konserwatyzm uważali i uważają jedynie tradycjonalizm, a konserwatyzm ewolucyjny jest dla nich wcieleniem liberalizmu. Takie poglądy ma wśród polskich autorów Adam Wielomski.
Tradycjonaliści szanowali i szanują takie instytucje jak monarchia dziedziczna czy arystokracja. Ewolucjoniści „konserwują” dawne wartości nawet w warunkach demokracji, niemożliwej do zaakceptowania dla tradycjonalistów.